# مسیح واشی
مسیح واشی (انگلیسی: Massih Wassey؛ زادهٔ ۱۸ ژوئن ۱۹۸۸) بازیکن فوتبال اهل آلمان است.
از باشگاه‌هایی که در آن بازی کرده‌است می‌توان به باشگاه فوتبال فورتونا دوسلدورف اشاره کرد.
وی همچنین در تیم ملی فوتبال کانادا بازی کرده‌است.